# رود کیخچیک
رود کیخچیک (انگلیسی: Kikhchik) یک رودخانه در سرزمین کامچاتکای کشور روسیه است.